# Papilio menatius subsp. morelius
Papilio menatius morelius es una subespecie de la especie de mariposa cometa, Papilio menatius, de la familia Papilionidae.

## Descripción
Antenas, cabeza, tórax y abdomen de color negro. Las alas anteriores son de color negro, banda marginal con lúnulas delgadas de color amarillo. Banda submarginal con  lúnulas con ligera escotadura en su lado más externo. Cerca de la unión de las venas R3 y R4 presenta un punto con escamas amarillas, y unas pocas escamas en la banda postdiscal. Entre las venas R4+R5 y M1, M1 y M2, M2 y M3. Y  otros puntos con escamas amarillas entre las venas M3 y Cu1, Cu1 y Cu2, Cu2 y A2. Y cerca del margen anal o interno. Las alas posteriores son de color negro en su vista dorsal con pelos negros en la cédula discal hacia la vena A2.  Presenta lúnulas delgadas amarillas en su banda marginal, el borde es ondulado; también presenta lunulas submarginales con escotadura (parecidas a un bumerán) amarillas. Está presente banda postdiscal interna formada por manchas con escamas amarillas no tupidas (moteado). También presenta manchas posdiscales de color amarillo casi redondas, más rectangular la que se encuentra cercana al margen anal o interno. Vena M3 no está tan desarrollada como en otras especies de la familia papilionidae. Ventralmente las alas anteriores son de color pardo oscuro, y parecido el patrón de manchas.  Las lúnulas de la banda marginal están casi ausentes; en la banda submarginal las lúnulas empiezan a tener escamas amarillas a partir de  la vena M2. En cambio en la banda postdiscal presenta puntos amarillos intervenales que comienzan desde el margen costal en línea recta hasta la vena Cu1, y llegan hasta el torno. En las alas posteriores las lúnulas amarillas de la banda marginal están delgadas. Las lúnulas en forma de bumerán en la banda submarginal son de color anaranjado oscuro y no hay banda postdiscal interna. Presenta banda postdiscal con puntos casi redondos de color rojo coral. La hembra es semejante al macho.

## Distribución
Oeste de México: Jalisco, Colima, Michoacán, Guerrero, Morelos, Oaxaca, Chihuahua.

## Hábitat
Tierra templada de la vertiente del Pacífico (desde Oaxaca hasta Jalisco, Morelos y sur de Puebla).

## Estado de conservación
NOM-059-SEMARNAT-2010: No en listada. CITES: No enlistada. IUCN: No enlistada.